# Psychotria urniformis
Psychotria urniformis är en måreväxtart som beskrevs av Julian Alfred Steyermark. Psychotria urniformis ingår i släktet Psychotria och familjen måreväxter. Inga underarter finns listade i Catalogue of Life.